# Американські герої
«Американські герої» (англ. American Outlaws) — американський вестерн 2001 року, знятий режисером Лесом Мейфілдом. У головних ролях — Колін Фаррелл, Скотт Каан, Елі Лартер.
Фільм розповідає про героїчних ветеранів Громадянської війни, які, повернувшись додому, перетворюються на найвідоміших «благородних бандитів» Америки XIX століття.

## Акторський склад
- Колін Фаррелл — Джессі Джеймс
- Скотт Каан — Коул Янгер
- Елі Лартер — Зі / Зерельда Міммс
- Гебріел Махт — Френк Джеймс
- Грегорі Сміт (Gregory Smith) — Джим Янгер
- Гарріс Юлін (Harris Yulin) — Тадеуш Рейнс
- Вілл Маккормак (Will McCormack) — Боб Янгер
- Кеті Бейтс — Ма Джеймс
- Тімоті Далтон — Алан Пінкертон
- Ронні Кокс — Док Міммс
- Террі О'Квінн — Роллін Паркер
- Натаніель Аркан (Nathaniel Arcand) — команч Том
- Тай О'Ніл (Ty O'Neal) — Клель Міллер
- Джо Стівенс (Joe Stevens) — Лоні Пеквуд
- М'юз Вотсон (Muse Watson) — міцний детектив
- Ед Гелдарт (Ed Geldart) — старий водій вантажівки